# 連城訣 (1989年電視劇)
《連城訣》（英語：The Deadly Mystery）是香港電視廣播有限公司拍攝製作的古裝武俠劇集，全劇共20集，由邱家雄擔任監製。本劇平均收視為35點，是1989年最低收視的無綫電視劇。
此劇根據金庸所著的武俠小說《連城訣》為基礎，再把小說改編劇集，然後進行拍攝製作。

## 故事大綱
梅念笙 ( 高雄飾 ) 懷有連城訣，遭其弟子謀害，念笙臨終把秘密告知忘年好友丁典 ( 曾江飾 ) 。念笙之弟子戚長發 ( 關菁飾 ) 攻于心計，與師兄萬震山及知府凌退思 ( 關海山飾 ) 合作。典與退思女凌霜華 ( 陳美琪飾 ) 之一段情，使典入獄，但典誓死不吐露連城訣之秘密。狄雲 ( 郭晉安飾 )為長發弟子，與長發女戚芳 ( 黎美嫻飾 ) 是青梅竹馬的戀人。長發為達目的，不惜誣陷弟子雲入獄，雲因而與芳情變，芳嫁給震山子萬圭 ( 吳鎮宇飾 ) 。雲在獄中與典同病相憐，典把連城訣秘密告知雲，之後典與霜華雙雙含恨而死。雲出獄，流浪至大理，認識水笙 ( 謝寧飾 ) ，助她對付血刀老祖，二人生情。其後，雲說出當年被冤枉真相，芳重投雲懷抱，展開一段三角戀，長發亦不斷用計逼雲說出連城訣的秘密。最後，雲揭穿長發真面目，芳為救雲而犧牲，雲盡誅奸人後，黯然退出江湖，與笙隱居。

## 演員表
- 郭晉安 飾 狄　雲
- 黎美嫻 飾 戚　芳
- 謝　寧 飾 水　笙
- 吳鎮宇 飾 萬　圭
- 戴志偉 飾 汪嘯風
- 曾　江 飾 丁　典
- 陳美琪 飾 凌霜華
- 關海山 飾 凌退思
- 關　菁 飾 戚長發
- 葉天行 飾 言達平
- 蔡　雲 飾 萬震山
- 詹秉熙 飾 吳　坎
- 黎漢持 飾 水　岱
- 郭　峰 飾 花鐵幹
- 蘇漢生 飾 劉乘風
- 馬慶生 飾 陸天抒
- 朱鐵和 飾 血刀老祖
- 李海生 飾 寶　象
- 高　雄 飾 梅念笙
- 麥天恩 飾 木道人
- 鄭艷鳳 飾 菊　友
- 陳安瑩 飾 翠　蓮
- 上官玉 飾 凌夫人
- 艾　威 飾 阿　忠
- 陳狄克 飾 余千里
- 承　恩 飾 血刀老魔
- 黃德斌 飾 菜　販
- 譚兆明 飾 小　販
- 駿　雄 飾 關東來
- 何壁堅 飾 神　醫
- 梁健平 飾 軍　士
- 鄭藩生 飾 血刀門徒
- 曾偉明 飾 血刀門徒
- 朱　剛 飾 飛　鷹
- 林文龍 飾 店小二
- 李揚道 飾 陳　堂
- 褚肇祺 飾 陳　延
- 黃一飛 飾 楊總管
- 孫季卿 飾 無嗔和尚
- 陳國權 飾 西藏和尚
- 馬慧玲 飾 桃　紅
- 黃鳳瓊 飾 春　香
- 郭政鴻 飾 卜　行
- 姜為南 飾 周　志
- 徐寶麟 飾 魯　坤
- 李耀敬 飾 馮　坦
- 黎冠成 飾 沈　城
- 曾耀明 飾 孫　鈞
- 杜兆津 飾 趙將軍
- 梁少狄 飾 唐將軍
- 麥長青 飾 官　差
- 叢世權 飾 官　差
- 王維德 飾 官　差
- 楊子韜 飾 賈師爺
- 麥子雲 飾 梟道人
- 杜兆津 飾 趙將軍
- 梁少狄 飾 唐將軍
- 江　寧 飾 水　雄
- 黎少芳 飾 九　嬸
- 顔昭雄 飾 七　叔
- 侯蔚雲 飾 丫　鬟
- 馮瑞珍 飾 大　妗
- 何禮男 飾 鯉魚幫頭目
- 曾守明 飾 鯉魚幫頭目
- 談泉慶 飾 武林人士
- 虞天偉 飾 武林人士
- 梅　蘭 飾 武林人士
- 焦　雄 飾 武林人士
- 凌　漢 飾 吐蕃王
- 李桂英 飾 水笙侍女
- 曹德堅 飾 大理國民
- 黃思恩 飾 大理國民
- 曹　濟 飾 老　僕
- 譚一清 飾 住　持
- 黃德斌 飾 尋寶人
- 周天得 飾 尋寶人
- 雷宇揚 飾 尋寶人

## 外部連結
- 《連城訣》 myTV SUPER （页面存档备份，存于）

## 電視節目的變遷
| 香港無綫電視翡翠台 星期一至五 10:00-10:30 早上劇集時段                          | 香港無綫電視翡翠台 星期一至五 10:00-10:30 早上劇集時段 | 香港無綫電視翡翠台 星期一至五 10:00-10:30 早上劇集時段 |
| ------------------------------------------------------------------------------- | ------------------------------------------------------ | ------------------------------------------------------ |
|                                                                                 | 連城訣 （2014.09.03 - 2014.11.03）                     |                                                        |
| 碧血劍 （2014.05.05 - 2014.06.30） 暑假特備旅遊節目 （2014.07.02 - 2014.09.02） | 俠客行 （2014.11.04 - 2014.12.19）                     |                                                        |